# ジェームズ・ロバート・キーン

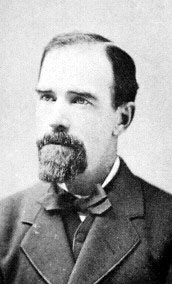
ジェームズ・ロバート・キーン

ジェームズ・ロバート・キーン（James Robert Keene、1838年 - 1913年1月3日）は、ウォール街で株式仲買業を行っていたイギリス出身の実業家。19世紀末から20世紀初頭にかけてのアメリカ合衆国の競馬を牽引した馬主・オーナーブリーダーとしても知られる。

## 生涯
キーンは1838年にイングランドの首都ロンドンで生を受け、14歳のときにアメリカ合衆国に移住した。
青年時代、キーンはカリフォルニア州やネバダ州の鉱山採掘業者に的確な投資を行い、これによって巨額の財産を築きあげた。後にサンフランシスコ証券取引所の所長として指名を受けて、就任している。
1876年、より大きなビジネスチャンスを得るために、キーンはアメリカ経済界の中心地であるニューヨークへと転居した。ここでキーンは競馬に興味を持ち始め、以後厩舎などに多額の投資を行うようになった。1879年には所有馬の一頭スペンドスリフトがベルモントステークスで優勝、以後もアメリカ競馬史上に残る競走馬を多数所有した。さらにアメリカ国外にも競走馬を持ち、1881年には息子の名前にちなんで名付けられたフォックスホールという競走馬がフランスのパリ大賞に優勝、さらにイギリスのアスコットゴールドカップも制覇している。
1884年、キーンは穀物の先物取引市場でそれまでにない膨大な損失を作ってしまい、巨額の負債を除く全てを失う羽目に陥った。しかし、同じくウォール街で投資活動を行っていたウィリアム・ハブメイヤーのもとに雇われて復帰を始め、その卓越した市場操作能力を生かしてジョン・モルガンやウィリアム・ロックフェラーらの投資家の協力を漕ぎつけ、数年後には証券界に鮮やかな復帰を成し遂げた。
1891年には再び競馬への投資を再開している。1890年代の初頭にケンタッキー州レキシントンのキャッスルトンファームという牧場を購入し、1000エーカー（約4平方キロメートル）ほど規模を拡張させて「キャッスルトンスタッド」に改名、自身の競走馬の生産拠点とした。イギリスより40頭以上の繁殖牝馬を購入し、また牧場の経営者としてキーンの義理の兄弟であったフォックスホール・デインジャーフィールドを雇った。さらに、自身の競走馬を預ける調教師として、後に殿堂入りを果たす名伯楽ジェームズ・ゴードン・ロウ・シニアを雇用している。
また、程なくしてイギリスでの競馬にも復帰を果たし、息子であるフォックスホール・パーカー・キーンとともに生産した競走馬を多数出走させた。そのなかの一頭であった牝馬キャップアンドベルズは1901年のオークスステークスで優勝している。1908年にはロンドンスポーツマガジンから「今までにないほどの数の競走馬を所有する馬主」として紹介されている。
アメリカクラシックの優勝馬も多数所有しており、生涯でベルモントステークスの優勝馬を6頭、プリークネスステークスの優勝馬を1頭手にした。一方で、当時の鉄道などの輸送機関は輸送力がまだ弱く、かつ鈍足で高額であったこともあり、馬の体調が悪くなる恐れを考慮してケンタッキーダービーには一度も所有馬を出走させていなかった。ただし、ケンタッキーダービーに注目していなかったわけではなく、1879年にはその年のケンタッキーダービーに優勝したロードマーフィーを購入し、これをイギリスで競走させている。
また、後の1955年より始まったアメリカ競馬名誉の殿堂博物館による殿堂馬選考において、キーンの所有馬・生産馬が全部で7頭殿堂入りを果たしている。
競馬界からの信頼も厚く、亡くなる直前までジョッキークラブの副議長も務めていた。キーンは1913年1月3日に死亡し、その亡骸はブロンクス地区のウッドローン墓地に埋葬された。

## 家族
キーンは1863年にサラ・ジェイ・デインジャーフィールドと結婚し、その間にフォックスホールとジェシカの1男1女を儲けた。サラは夫の没後から3年後の1916年に死去、同じくウッドローン墓地に埋葬された。
息子であるフォックスホール・パーカー・キーンはポロ選手として名を馳せ、1900年のパリオリンピックにおいて金メダルを獲得している。そのフォックスホールが後の1938年に出版したスポーツ回顧録「Full Tilt（全力で）」のなかに、キーンについての伝記も綴られている。

## 主な所有馬・生産馬
一覧にはキャッスルトンスタッド名義、フォックスホール・パーカー・キーン名義も含む。
キーンはキャッスルトンスタッドの競走馬によって現在のドミノ系の基礎を作り上げた一方、ドミノやコマンドの種付け頭数を強く制限したため、種牡馬の急逝も相まって、ドミノらの産駒頭数はあまり多いものではなかった。

### 生産・所有した馬
- コマンド Commando - 1898年生・牡馬。ベルモントステークスなど。アメリカ殿堂馬。
- ディスガイズ Disguise - 1897年生・牡馬。イギリスで競走し、ジョッキークラブステークスに優勝。
- デリー Delhi - 1901年生・牡馬。ベルモントステークスなど。
- ピーターパン Peter Pan I - 1904年生・牡馬。ベルモントステークスなど。種牡馬として大成功する。アメリカ殿堂馬。
- コリン Colin - 1905年生・牡馬。ベルモントステークスなど15戦15勝。アメリカ殿堂馬。
- マスケット Maskette - 1906年生・牝馬。アラバマステークスなど。アメリカ殿堂馬。
- スウィープ Sweep - 1907年生・牡馬。ベルモントステークスなど。

### 所有のみ
- スペンドスリフト Spendthrift - 1876年生・牡馬。A. J. アレクサンダー生産。ベルモントステークスなど。種牡馬として大成功し、アメリカリーディングサイアーを2回獲得する。
- ロードマーフィー Lord Murphy - 1876年生・牡馬。J. T. カーター生産。ケンタッキーダービーなど。
- フォックスホール Foxhall - 1878年生・牡馬。A. J. アレクサンダー生産。ケンブリッジシャーハンデキャップ、アスコットゴールドカップなど。
- ドミノ Domino - 1891年生・牡馬。バラク・トーマス生産。フューチュリティステークスなど25戦19勝。アメリカ殿堂馬。
- サイゾンビー Sysonby - 1902年生・牡馬。マーカス・ダーレイ生産。ローレンスリアライゼーションステークスなど15戦14勝。アメリカ殿堂馬。

### 生産のみ
- キングストン Kingston - 1884年生・牡馬。ドワイヤー兄弟所有で競走、138戦89勝を挙げる。アメリカ殿堂馬。
- アサイニー Assignee - 1891年生・牡馬。R. T. ハロウェー所有で競走、プリークネスステークスなど。
- キャップアンドベルズ Cap and Bells - 1898年生・牝馬。ジェームズ・コリガン所有で競走、オークスステークス優勝。
- ブラックトニー Black Tonny - 1911年生・牡馬。エドワード・ライリー・ブラッドリー所有で競走、ヴァリュエーションステークスなど。種牡馬として大成功する。

## 関連資料
- Legacies of the Turf: A Century of Great Thoroughbred Breeders（2003 著者：Edward L. Bowen 出版：Eclipse Press ISBN 1-58150-102-1）
- Full Tilt. The Sporting Memoirs of Foxhall Keene （1938 著者：Alden Hatch and Foxhall P. Keene 出版：Derrydale Press ISBN 1-199-23975-5）